# Sémiologie
La sémiologie ou séméiologie (du grec ancien : σημεῖον / sēmeîon, « signe », et λόγος / lógos, « parole, discours, étude ») est la discipline scientifique qui étudie les signes.
C'est pour la médecine que ce terme a été inventé par Hippocrate. La sémiologie médicale est la partie de la médecine qui étudie les symptômes et signes, et la façon de les relever et de les présenter afin de poser un diagnostic.
Pour Émile Littré, le terme sémiologie se rapportait à la médecine, en tant que domaine d'étude des symptômes. Il a ensuite été repris et élargi par Ferdinand de Saussure, pour qui la sémiologie est « la science qui étudie la vie des signes au sein de la vie sociale ».
Le terme presque synonyme sémiotique est utilisé par Charles Sanders Peirce, pour son approche de « la théorie quasi nécessaire ou formelle des signes ».
Sémiologie et sémiotique se côtoient et co-existent dans le monde universitaire où la distinction est épistémologique et filiale. Les écoles de sémiologie de  Algirdas J. Greimas et de Roland Barthes sont héritées de la sémiologie de Ferdinand de Saussure. Elles se basent principalement en France et en Suisse. La sémiotique est inspirée des théories de Charles Sanders Peirce et du courant structuraliste comme l'Ecole de Tartu-Moscou et comme la sémiotique italienne d'Umberto Eco. Par conséquent les deux disciplines se différencient initialement par leur conception du signe comme une unité dyadique aux yeux de la sémiologie de Saussure et comme une unité triadique selon la sémiotique de Peirce.
Pour Hjelmslev, la sémiologie est une sémiotique dont le plan du contenu est lui-même une sémiotique. 

## Définition et histoire
La sémiologie apparaît être une discipline récente. En linguistique, la théorie générale des signes n'est pas nouvelle puisqu'on la rencontre chez des auteurs comme Court de Gébelin ou Joseph-Marie de Gérando.
Tombée pendant près d'un siècle dans l'oubli, la publication du Cours de linguistique générale de Ferdinand de Saussure propose d'en renouveler la définition, ou plutôt d'en circonscrire le champ d’étude : « On peut donc concevoir une science qui étudie la vie des signes au sein de la vie sociale ; elle formerait une partie de la psychologie sociale, et par conséquent de la psychologie générale ; nous la nommerons sémiologie. Elle nous apprendrait en quoi consistent les signes, quelles lois les régissent. Puisqu’elle n’existe pas encore, on ne peut dire ce qu’elle sera ; mais elle a droit à l’existence, sa place est déterminée d’avance. La linguistique n’est qu’une partie de cette science générale… » (Saussure, 1972 [1916], p. 33).
Ferdinand de Saussure avait pointé la différence simple entre le « signifiant » et le « signifié », « aussi inséparables l'un de l'autre que le recto et le verso d'une même feuille de papier. Découper le signifiant, c'est découper le signifié ».
On assiste alors à un regain d'intérêt pour l'étude des signes, et la sémiologie devient une nouvelle discipline dans les sciences sociales avec des auteurs comme Greimas, Barthes, Jean Baudrillard, Mounin ou Umberto Eco.
Cette définition sera progressivement étendue à d'autres champs que la philologie pour devenir une science générale de la communication. Ainsi, Éric Buyssens s’est proposé de définir la sémiologie comme « la science qui étudie les procédés auxquels nous recourons en vue de communiquer nos états de conscience et ceux par lesquels nous interprétons la communication qui nous est faite » (Buyssens, 1943, p. 5). Cette définition, très empreinte d'individualisme méthodologique, sera vite dépassée par la conception de Greimas qui envisage la sémiologie dans toute sa dimension culturelle et comme un fait social total.

### Tournant sémiologique
Vers 1910, Ferdinand de Saussure fait œuvre de pionnier par l'analyse de la langue comme structure. Vers les années cinquante, l'étude structurale de la culture élargit le propos. Lévi-Strauss ouvre la voie aux études structuralistes et exauce le vœu formulé par Saussure dans l'introduction à son Cours de linguistique générale :
« On peut donc concevoir une science qui étudie la vie des signes au sein de la vie sociale […] nous la nommerons sémiologie […] elle nous apprendrait en quoi consistent les signes, quelles lois les régissent. […] La linguistique n'est qu'une partie de cette langue générale. Les lois que découvrira la sémiologie sont imputables à la linguistique, mais celle-ci se retrouvera ainsi attachée à un domaine bien défini dans l'ensemble des faits humains. »
Ferdinand de Saussure appelle de ses vœux une science qui reste à venir et qu'il appelle par avance sémiologie, elle n'existe pas au moment du cours de linguistique général. La sémiologie qui se réclamera de Ferdinand de Saussure s'appuiera sur les quelques pages consacrées au signe linguistique, sans prendre en considération le fait que cette sémiologie était tout entière à construire, ce qui à la fin du XXe siècle conduit Dan Sperber et Deirdre Wilson dans Relevance  à déclarer la faillite du  programme sémiologique appelé par de Saussure. 
Un des gestes de cette sémiologie qui se réclamera de Saussure est de décrocher les signes de l'adhérence aux choses pour les penser selon le tableau des oppositions pertinentes, du code et du système qu'elle renferme. Ce tournant en sera facilité par l'émergence de la culture de masse dont les productions stéréotypées et standardisées s'agencent selon des combinatoires plus repérables.
« Ainsi en dédoublant le monde, la sémiologie aura aiguisé notre esprit critique. Elle casse l'illusion référentielle et les évidences de la « nature » ; dissolvante, elle nous révèle la contingence de notre culture, en pointant sous les séductions de la représentation moderne la construction du stéréotype social, les ruses de la loi et la trame inlassable des codes. »

### Sémiologie des structuralistes
Le deuxième grand tournant dans le développement de la sémiologie est l'influence du structuralisme des linguistiques sur la conception systémique du signe.

### Signification et le mythe selon Roland Barthes
La sémiologie de la signification n'a pas d'a priori : elle va s'intéresser à tout objet en tant que signifiant en puissance. Elle peut donc interpréter des phénomènes de société, des systèmes de signes et la valeur symbolique de certains faits sociaux. Pour le sémiologue, la tâche est d'élever le « mythos », discours muet et confus, au niveau de l'explicitation logique du « logos ».
« Les communications de masse comme le vêtement, la cuisine ou la publicité demeurent ignorantes d'elles-mêmes, mutiques et mystifiées, et elles appellent le déchiffrement de la raison langagière. »
Peuvent être ainsi analysés les objets les plus divers comme le sport, par exemple, en tant que combat moral, ou encore les mythologies véhiculées par les publicités commerciales. La sémiologie de la signification se rapporte donc à l'univers de l'interprétation et du sens (sensible et sensoriel Jean-Jacques Boutaud), et non du code et de la communication.

## Les domaines d'application de la sémiologie
Toute science étudiant des signes est une sémiologie et à ce propos, Daniel Bougnoux fait valoir :
« L'homme descend davantage du signe que du singe : il tient son humanité d'un certain régime symbolique ou signifiant. Nous vivons moins parmi les choses que parmi une « forêt de symboles » comme dit Baudelaire dans le célèbre sonnet des « Correspondances ». […] L'empire des signes double ainsi notre monde naturel. […] Par tout un réseau de représentations codées et de signes qui sont autant de pare-chocs opposés à la dureté du monde, nous enveloppons, nous filtrons et du même coup nous maîtrisons le réel extérieur. »
Ainsi la sémiologie peut tout étudier puisque tout est un signe. La sémiologie s'intéresse notamment à :
- la littérature, le récit (la narratologie) ;
- la communication et la publicité ;
- l'espace avec la sémiologie urbaine, muséale, topologique ;
- la culture avec la sémiotique de Lotman ;
- etc.

### Sémiologie littéraire
La sémiologie de la littérature est un champ important de la sémiologie qui a principalement été développé par Umberto Eco, Algirdas Greimas.

### Sémiologie de la communication
La sémiologie de la communication étudie uniquement le monde des signes, par exemple l'étude des systèmes de vêtements de deuil ou de la canne blanche de l'aveugle (système à un seul signe ou signe isolé). Représentants éminents : Georges Mounin, Éric Buyssens, Louis Prieto. La sémiologie de la communication a étudié : le code de la route, les signaux ferroviaires, maritimes et aériens, le morse, les sonneries militaires, les insignes, les logotypes et pictogrammes, la notation musicale, le langage de la chimie, des ordinateurs, les langues parlées, sifflées, le tam-tam, les codes du dessin technique ou d'architecture… Ces objets d'études sont des systèmes de signes conventionnels et précis.
Initiée par Roland Barthes, la sémiologie de la publicité a ensuite été développée par Georges Peninou et Jean-Marie Floch.

### Sémiologie en géographie
On parle également de sémiologie en géographie. Elle y est utilisée comme outil d’interprétation ou de traduction. En particulier, la géographie s’intéresse non seulement à la sémiologie générale, mais aussi à la sémiologie graphique : par exemple, l’étude de la pertinence des représentations de l’espace (notamment cartographiques) et des groupes sociaux qui les peuplent (représentations paysagères, processus de construction de l’identité, etc.) utilise le cadre conceptuel de la sémiologie graphique.

### Sémiologie visuelle
La sémiologie visuelle ou sémiotique visuelle a été particulièrement développée dans les travaux du Groupe µ, et spécialement dans l'ouvrage fondamental qu'est Traité du signe visuel (1992). Cet ouvrage part des fondements physiologiques de la vision, pour observer comment le sens investit peu à peu les objets visuels. Il distingue d'une part les signes iconiques (ou icônes), qui renvoient aux objets du monde, et les signes plastiques, qui produisent des significations dans ses trois types de manifestation que sont la couleur, la texture et la forme. Il montre comment le langage visuel organise ses unités en une véritable grammaire. Une telle grammaire permet de voir comment fonctionne une rhétorique visuelle, au sein d'une rhétorique générale.
Luis Porcher définit la sémiologie de l’image en s’inspirant de Roland Barthes qui était le premier à mettre le point sur celle-ci, dans son article, comme suit « Rhétorique de l'image » (1964). Barthes :
« La sémiologie de l’image (parfois encore nommée iconologie : de Eikonos = image) est cette science récente qui se donne pour objectif d’étudier ce que disent les signes (s'ils disent quelque chose) et comment (selon quelles lois) ils le disent. »

### Sémiologie de la photographie
Pol Corvez (sémiologue à l'université d'Angers) travaille sur la sémiologie de la photographie. Au lieu de se fonder sur les référents, comme le font les typologies traditionnelles, il se fonde sur le repérage et l'analyse des signifiants propres à la photographie et aux arts graphiques et propose une typologie des œuvres photographiques. Il appelle cette nouvelle discipline la « photologie ». Cette typologie comprend quatre classes : le clinique, le mythique, le déixique et le morphique. Sa thèse La photologie : pour une sémiologie de la photographie, est consultable dans les bibliothèques universitaires.

### Sémiologie du cinéma
La sémiologie du cinéma a notamment été développée par Christian Metz. Elle est supplémentée par la sémio-pragmatique théorisée par son mentoré, Roger Odin.

### Sémiologie de la musique
En étudiant à nouveau les neumes du chant grégorien en manière de la critique textuelle dans les années 1950, l'abbaye Saint-Pierre de Solesmes donna à sa nouvelle science intermédiaire entre la paléographie et l'esthétique la « sémiologie grégorienne », au lieu de la diplomatique grégorienne utilisée auparavant.
Dans les années 1970 Jean-Jacques Nattiez et Jean Molino publient les textes de base de la sémiologie de la musique Fondements d'une sémiologie de la musique et Fait musical et sémiologie de la musique.
La sémiologie de Molino et Nattiez se base sur deux triades :
- la notion de tripartition des formes symboliques et ;
- la conception triadique du signe développée par Charles Sanders Peirce.

La tripartition de Molino et Nattiez soutient que toute œuvre musicale peut être abordée de trois points de vue :
- le niveau poïétique (point de vue de la production) ;
- le niveau esthésique (point de vue de celui qui reçoit le message musical) et ;
- le niveau immanent de l'œuvre (niveau neutre, l'ensemble des configurations du texte musical).

L'originalité de la tripartition de Molino et Nattiez est l'affirmation de la non-convergence de ces trois niveaux.